# Vermögensbildende Lebensversicherung
Eine vermögensbildende Lebensversicherung ist eine spezielle Unterart der Lebensversicherung. Sie richtet sich in Deutschland nach den Vorgaben des Fünften Vermögensbildungsgesetzes (5. VermBG).
Sie liegt vor, wenn folgende Voraussetzungen eingehalten sind:
- Die Leistungen aus der Lebensversicherung sind beschränkt auf ausschließlich den Todes- und Erlebensfall (Berufsunfähigkeitsschutz, u. a. sind nicht vorgesehen); die Versicherung wird ausschließlich ohne Gesundheitsprüfung angeboten.
- die vertragliche Mindestlaufzeit beträgt 12 Jahre (Prinzip des alten Steuerprivileges bis 2004),
- Zahlung laufender monatlicher Beiträge (keine Einmalbeiträge),
- Rückkaufswert beträgt jederzeit mindestens 50 Prozent der eingezahlten Beitragssumme,
- Gewinnanteile werden zur Erhöhung der Versicherungssumme verwandt,
- Versicherungsbeiträge bestehen aus vermögenswirksamen Leistungen des Arbeitgebers (zzgl. ggf. eigener Beiträge des Arbeitnehmers).

Die vertragsrechtlich relevanten Personen sind austauschbar. So muss der Arbeitnehmer nicht zwingend Versicherungsnehmer sein. Ebenso wenig muss er versicherte Person oder der Bezugsberechtigte des Vertrages sein. Als vermögensbildende Versicherungen kommen zum Beispiel die gemischte Lebensversicherung oder die Termfix-Versicherung in Frage.
Mit Ausnahme von Spitzenführungskräften, wie Vorständen oder Geschäftsführer von GmbHs, können grundsätzlich alle Arbeitnehmer vermögenswirksame Leistungen erhalten.

## Arbeitnehmersparzulage
Früher wurde auf die Verträge die Arbeitnehmersparzulage gewährt. Nach Übergangstatbeständen galt, dass auf seit dem 1. Januar 1990 begründete vermögensbildende Lebensversicherungen keine Sparzulagen mehr gewährt werden. Dies galt zudem für Verträge, die 1989 abgeschlossen wurden mit ex-nunc-Wirkung ab 1990.
Diese Versicherungsform hat heute kaum noch Bedeutung. Allein Arbeitnehmer, die gehaltsbedingt ohnehin keine Fördermittel wie die Arbeitnehmer-Sparzulage oder die Wohnungsbauprämie erhalten, greifen auf dieses Produkt noch heute zurück.